# テイカーズ
『テイカーズ』（原題: Takers）は、2010年のアメリカ合衆国の犯罪アクション映画。

## ストーリー
緻密な計画に基づき完璧な犯行を繰り返す強盗グループと、彼らを追う刑事の姿を描く。

## キャスト
ジャック・ウェルズ
演 - マット・ディロン、日本語吹替 - 檀臣幸
刑事。
ジョン・ラーウェイ
演 - ポール・ウォーカー、日本語吹替 - 土屋直人
強盗グループのメンバー。
ゴードン・コジエ
演 - イドリス・エルバ、日本語吹替 - 楠大典
強盗グループのリーダー。薬物中毒の姉ナオミの存在に悩まされる。
エディ・“ハッチ”・ハッチャー
演 - ジェイ・ヘルナンデス、日本語吹替 - 波多野和俊
ジャックの相棒刑事で親友。腎臓の悪い息子がいる。
ジェイク・アッティカ
演 - マイケル・イーリー、日本語吹替 - 長島真祐
強盗グループのメンバー。
A.J.
演 - ヘイデン・クリステンセン、日本語吹替 - 浪川大輔
強盗グループのメンバー。爆弾担当。ジェイクの親友。
デロンテ・“ゴースト”・リヴァース
演 - ティップ・“T.I.”・ハリス、日本語吹替 - 金子修
強盗グループの元メンバー。服役していたが出所すると「計画」をメンバーのもとに持ち込む。
ジェシー・アッティカ
演 - クリス・ブラウン、日本語吹替 - 河合みのる
強盗グループのメンバー。ジェイクの弟。移動はバイク。
カーヴァー
演 - スティーヴ・ハリス
ジャックとハッチの上司。
リリー
演 - ゾーイ・サルダナ、日本語吹替 - 内野恵理子
ジェイクの恋人。ゴーストの元恋人。
その他日本語吹替
喜代原まり、里卓哉、寸石和弘、飯島由梨、横山孝之、株田裕介、矢中賢人、宮田裕也